# Araneus guerrerensis
Araneus guerrerensis är en spindelart som beskrevs av Chamberlin och Ivie 1936. Araneus guerrerensis ingår i släktet Araneus och familjen hjulspindlar. Inga underarter finns listade i Catalogue of Life.